# Psi Aquilae
Désignations
Psi Aquilae est une étoile de l'Aigle, située à ∼ 1 150 a.l. (∼ 353 pc) de la Terre.